# Citronpeppar

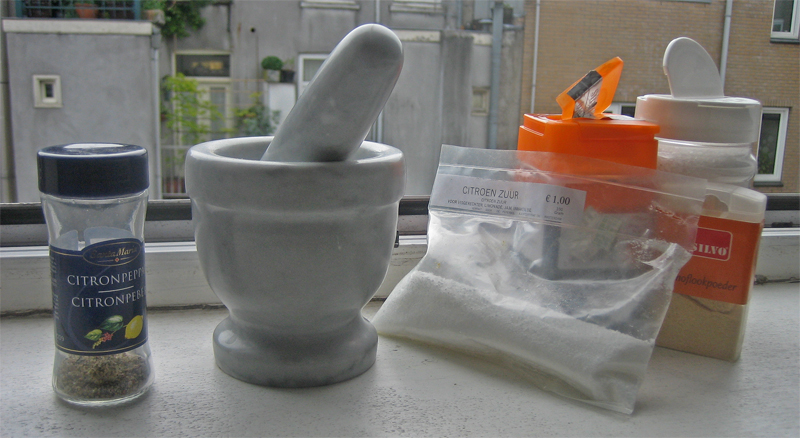
Tillverkning av citronpeppar (till vänster) med salt, svartpeppar, vitlökspulver och citronsyra.

Citronpeppar är en krydda gjord av granulerad zest från citron och stötta svartpepparkorn. Citronzesten mosas med pepparn så att citronoljan ger pepparn smak. Därefter gräddas och torkas kryddblandningen och kan användas till kött (huvudsakligen kyckling) och pasta, även om dess ursprungliga användningsområde var fisk. Kryddan kan även användas för att krydda tofu.
Citronpeppar i affärer kan även innehålla små mängder andra ingredienser såsom salt, socker, vitlök, citronsyra, extra citronsmak, cayennepeppar och andra kryddor. Den kan även innehålla smakförstärkaren mononatriumglutamat.